# Neil Jenkins
Neil Roger Jenkins (Church Village, Gales, 8 de julio de 1971) es un exjugador [galés] de rugby que se desempeñaba como apertura. Es uno de los jugadores que anotaron más de 1000 puntos en selecciones nacionales, junto al neozelandés Dan Carter, el inglés Jonny Wilkinson, el argentino-italiano Diego Domínguez y el irlandés Ronan O'Gara. Jenkins jugó para los dragones rojos y para los British and Irish Lions en las giras a Sudáfrica 1997 y Australia 2001.

## Participaciones en Copas del Mundo
Disputó la Copa del Mundo de Rugby de Sudáfrica 1995, Gales fue derrotada por el XV del trébol en un duelo clave por el pase a cuartos de final, siendo eliminados por segunda vez consecutiva en primera fase. Cuatro años después jugó su último mundial en Gales 1999, los dragones rojos abrieron el mundial en su casa ante Argentina y ganaron su grupo. Finalmente fueron vencidos en cuartos de final ante los eventuales campeones del Mundo; los Wallabies.
| Mundial                       | Sede      | Resultado        | PJ | Pts |
| ----------------------------- | --------- | ---------------- | -- | --- |
| Copa Mundial de Rugby de 1995 | Sudáfrica | Primera fase     | 3  | 41  |
| Copa Mundial de Rugby de 1999 | Gales     | Cuartos de final | 4  | 54  |

## Palmarés

### Con la selección
- Campeón del Torneo de las Cinco Naciones de 1994.
- 87 partidos con la Selección de rugby de Gales entre 1991 y 2002.
- 1049 puntos.